# Petalura hesperia
Petalura hesperia là loài chuồn chuồn trong họ Petaluridae. Loài này được Watson mô tả khoa học đầu tiên năm 1958.